# Arnaldo (vescovo)
Arnaldo (... – Arezzo, dopo il marzo 1060) è stato un vescovo cattolico italiano.

## Biografia
Nulla è noto della sua biografia prima dell'elezione a vescovo di Arezzo, avvenuta presumibilmente verso il 1051; il primo documento in cui viene citato è un privilegio del 17 giugno 1052 concesso dall'imperatore Enrico III il Nero, in cui venivano confermate tutte le concessioni imperiali alla Chiesa aretina, relative alle proprietà della stessa e alla giurisdizione sulla città e sul comitato, concessioni che comprendevano anche il diritto di battere moneta. È anche il primo documento in cui il presule aretino è detto episcopus et comes.
Negli anni seguenti Arnaldo ebbe un lungo contrasto con la diocesi di Siena per la giurisdizione su alcune parrocchie che Arezzo rivendicava in territorio senese. Nel 1057 papa Vittore II confermava ad Arezzo i diritti su tali parrocchie, ma, durante il sinodo romano del 1059, il nuovo papa Niccolò II deliberava che Giovanni, vescovo di Siena, potesse avere il governo delle parrocchie sino a quando Arnaldo, assente dal concilio, non avesse promosso e vinto un ricorso contro la decisione papale. L'8 giugno 1070 papa Alessandro II affidò in maniera definitiva alla Chiesa aretina il pieno possesso sulle parrocchie in territorio senese, ma a quel tempo il vescovo era Costantino, successore di Arnaldo.
Durante il suo episcopato vi furono numerose donazioni verso canonici e monaci della diocesi, che garantirono una maggiore autonomia economica; come esempi vi è la donazione della metà della corte e del castello di Cerritolo e della terza parte della selva di Escleto e tre parti delle decime spettanti all'episcopio ai canonici da San Donato (con diplomi del 6 novembre 1057 e del marzo 1060); dell'intera decima della corte di Bibbiena al monastero di Santa Maria di Prataglia (aprile 1053); la rimanente metà della corte e del castello di Cerritolo all'abate di Santa Fiora (6 novembre 1057). Le motivazioni delle donazioni non sono chiare: potrebbero essere volute direttamente dal vescovo per legare strettamente a sé il clero locale, oppure potrebbero essere una conseguenza della politica perseguita dai pontefici della riforma per aumentare l'autonomia dei canonici e dei monaci nei confronti del vescovo. A far pensare che vi fosse una certa disposizione non favorevole verso Arnaldo da parte di alcuni ambienti riformatori potrebbe essere testimonianza, oltre alla sentenza di papa Niccolò II, anche il racconto di Pier Damiani, che narra l'improvvisa morte di Arnaldo, colpito dalla maledizione divina per aver sottratto un calice alla chiesa di Arezzo.
L'ultimo documento che cita Arnaldo risale al marzo 1060, mentre il suo successore prese possesso della cattedra verso l'ottobre 1061.